# Nível K-Pg

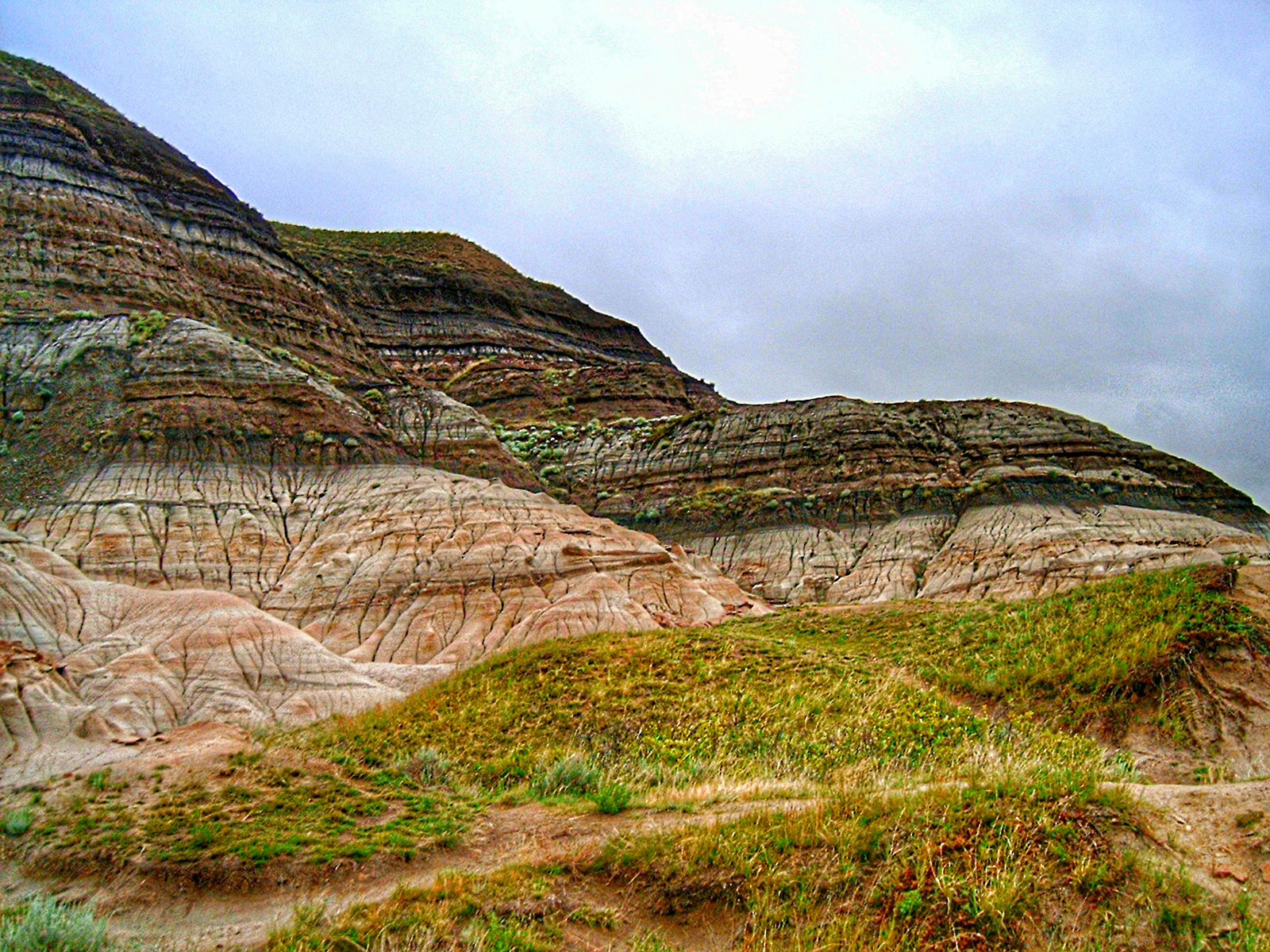
Formação rochosa em Drumheller, Canadá, onde a erosão expôs o limite entre Cretáceo e Paleogeno.

O nível K-Pg, limite K-Pg ou ainda fronteira K-Pg, anteriormente chamada de K-T, é uma assinatura geológica, usualmente uma camada fina que data de aproximadamente 66.0 milhões de anos atrás. K é a abreviatura tradicionalmente usada para o período Cretáceo, e Pg é a abreviatura para o período Paleogeno. Este limite marca o final da Era Mesozoica e o início da Era Cenozoica, e está associado ao evento de extinção do Cretáceo-Paleogeno, uma extinção em massa que exterminou os dinossauros e outros animais e plantas.
Cabe notar que essa camada possui, à nível global, uma fina camada com uma distribuição de irídio cerca de trinta vezes maior do que em outras camadas. Tal fato e o de que o irídio é raro na crosta terrestre e abundante em asteroides corroboram a teoria pela qual a extinção dos dinossauros tenha se dado pela colisão de um meteoro na cratera de Chicxulub em Yucatán, México.  
O Brasil é um dos poucos locais do mundo onde este limite pode ser observado a céu aberto.  Nos afloramentos da Pedreira Poty, em Paulista, Pernambuco, se observam claramente duas camadas: a inferior, denominada Formação Gramame, e a superior, chamada Formação Maria Farinha, equivalentes respectivamente aos períodos Cretáceo e Paleogeno.